# تاريخ كوريا الشمالية

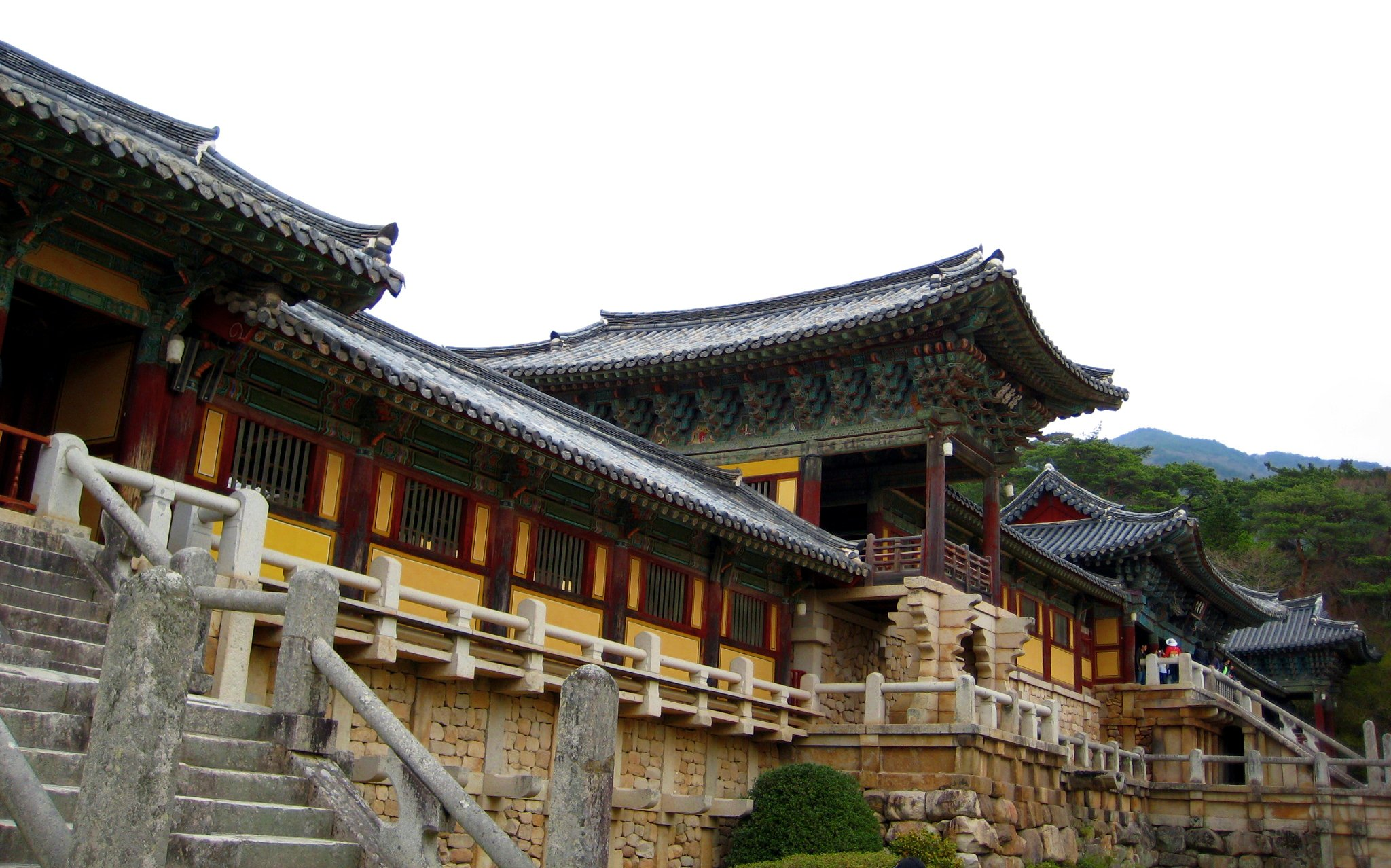

تاريخ كوريا الشمالية. كوريا منطقة قديمة إلا أن الدراسات التاريخية والحفريات فيها ما زالت قليلة، وما هو موجود حتى اليوم يعود إلى القرن الأول قبل الميلاد، حين كانت مؤلفة من ثلاث ممالك (هي مملكة كوغوريو في الشمال، ومملكة سيلا في الشرق، ومملكة بيكتش في الجنوب الغربي. في القرن السابع الميلادي توحدت هذه الممالك تحت مملكة سيلا، وفي عام 936 أعيد توحيدها تحت مملكة كوغوريو، وفي القرنين الحادي عشر والثاني عشر قامت ثورة الفلاحين ضد الإقطاع. عانت كوريا زمنًا طويلًا محاولات السيطرة الأجنبية (منغوليا- اليابان- أمريكا- روسيا). ففي القرن الثالث عشر تسلل المنغوليون إلى كوريا، وبعد طردهم منها أصبحت الكونفوشية عقيدة الدولة في حين انحسرت العقيدة البوذية. أما اليابان فقد سيطرت عليها مرات عدة، أولها كان في الفترة 1592-1598 وفي أثناء هذا العدوان تم تدمير البلاد وإحالتها إلى صحراء، ثم تبعه العدوان المنشوري في الفترة ما بين 1627-1637، وأيضًا تم تدمير كوريا كليًا، ثم وقعت تحت الاحتلال الياباني مرة ثانية عام 1910. وفي عام 1919حدثت ثورة ضد اليابانين وتعاظمت، وسميت انتفاضة الشعب وذلك إثر انتصار الثورة الشيوعية في الاتحاد السوفييتي 1917، ثم نمت حركة العمال وأُسست النقابات؛ وبالتالي ازداد النضال ضد اليابانيين عام 1931، لكن الاحتلال الياباني استمر حتى الحرب العالمية الثانية، حينها وقعت كوريا مرة أخرى تحت نوع آخر من الاحتلال من جراء الحرب العالمية الثانية، حيث انتصرت القوات الأمريكية على القوات اليابانية ودخلت كوريا عام 1938، ومع انتهاء الحرب العالمية الثانية حصلت على استقلالها عام 1945 بوساطة الجيش الأحمر، وذلك بعد استسلام اليابان. وبناء على اتفاق مشترك بين الولايات المتحدة والاتحاد السوفييتي السابق تمركزت القوات الأمريكية في الجزء الجنوبي (كوريا الجنوبية). وأُسست جمهورية كوريا الديمقراطية الشعبية عام 1948، نتيجة استفتاء شعبي طالب بتوحيد كوريا وخروج القوات الأجنبية منها، لكن الولايات المتحدة وحلفاءها من الكوريين الجنوبين لـم يوافقوا على الاسـتفتاء، واتهموا كوريـا الشمالية بضم الجـزء الجنوبي بالقوة؛ فنشـبت الحـرب الكورية في 25/6/1950 بين القوات الكورية في الشمال والجنوب وبمساعدة أمريكية لكوريا الجنوبية ودعم روسي وصيني لكوريا الشمالية، وبعد حرب مدمرة استمرت أكثر من ثلاث سنوات تم توقيع اتفاق وقف إطلاق النار في كوريا في 27/7/1953، ومن نتائجه قبول الروس والأمريكيين تقسيم شبه الجزيرة الكورية إلى دولتين: واحدة في الشمال(كوريا الشمالية) وأخرى في الجنوب (كوريا الجنوبية). وما زالت كوريا الشمالية تطالب بتوحيد الكوريتين حتى اليوم، ثم بدأت برامج الإنماء الاقتصادي على أسس اشتراكية تعتمد المركزية مستخدمة خططًا لسبع سنوات.

## الشيوعية
في عام 1946 تم إنشاء الحزب الشيوعي بكوريا الشمالية وهو حزب العمال الكوري، وأقيمت حكومة مؤقتة يدعمها السوفيت ويسيطر عليها شيوعيون كوريون تلقوا تدريبهم في موسكو، وكان من ضمن هؤلاء الزعيم إيل سونج. في عام 1948 تم إعلان قيام جمهورية كوريا الديمقراطية الشعبية، وانسحبت القوات السوفيتية من كوريا الشمالية. في عام 1950 اندلعت الحرب الكورية بين كل من الكوريتين فعملت الصين على دعم كوريا الشمالية، بينما قامت الولايات المتحدة بدعم كوريا الجنوبية، وفي عام 1953م تم توقيع هدنة بين الطرفين وانقسمت شبه الجزيرة إلى قسمين يفصل بينهما منطقة منزوعة السلاح، وذلك بعد إزهاق ألاف الأرواح، جاءت الستينات بعد ذلك لتشهد انطلاقة اقتصادية وصناعية لكل من الكوريتين.
في أعقاب الاحتلال الياباني لكوريا قسمت كوريا على خط عرض 38 شمال وفقا لاتفاقية الأمم المتحدة، بإدارة الاتحاد السوفيتي في الشمال والولايات المتحدة في الجنوب. يبدأ تاريخ كوريا الشمالية اصطلاحا بتأسيس الجمهورية الشعبية عام 1948، وكان جدول الأعمال الرئيسي في السنوات التالية حتى توحيد كوريا توطيد نظام ري سينغمان في الجنوب مع الدعم الأميركي العسكري وقمع انتفاضة أكتوبر 1948 انتهت الآمال التي يمكن إعادة توحيد البلاد عن طريق الثورة الشيوعية في الجنوب. في عام 1949، كان يعتبر التدخل العسكري في كوريا الجنوبية كيم إيل سونغ، لكنها فشلت في الحصول على دعم من الاتحاد السوفياتي، والتي لعبت دورا رئيسيا في تأسيس البلاد. [30] 

## تقسيم كوريا

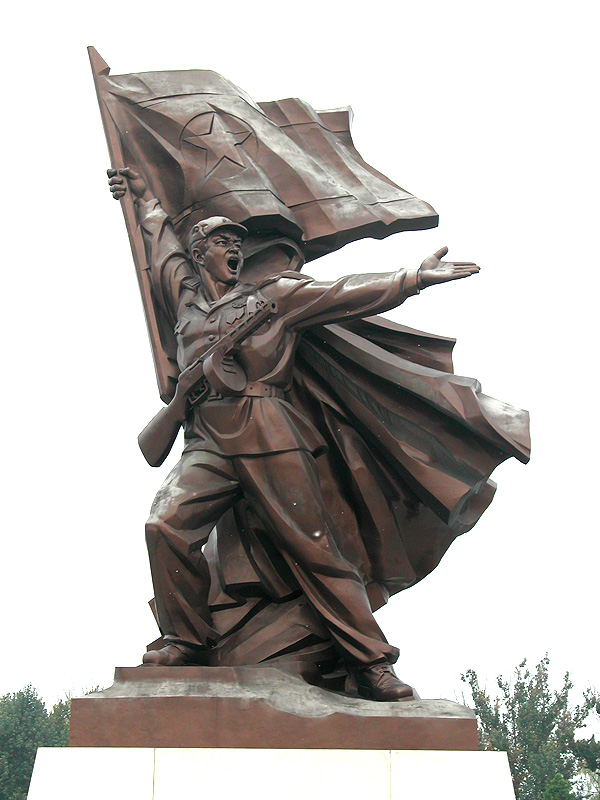
حرب تحرير الوطن المنتصر، بيونج يانج - النصب التذكاري الرئيسي (نصب النصر، الموضوع الرئيسي لمتحف حرب تحرير الوطن المنتصر)

في أغسطس 1945 أنشأ الجيش السوفيتي سلطة مدنية سوفيتية تحكم البلاد حتى يكون النظام الداخلي، الصديق للاتحاد السوفيتي، قادرا على إنشاء حكمه. بعد أن رحلت القوات السوفيتية في 1948، كان الهدف الرئيس في السنوات القادمة هو توحيد كوريا من الطرفين حتى اتفاق نظام إي سنغ مان في الجنوب مع الجيش الأميركي الداعم وقمع انتفاضة أكتوبر 1948 أنهت الآمال بإمكانية توحيد الدولة عن طريق الثورة الشيوعية في الجنوب. في 1949، حدث تدخل عسكري في كوريا الجنوبية من قبل النظام الكوري الشمالي لكنه فشل في أن يتلقي الدعم من الاتحاد السوفيتي، الذي لعب دورا في تأسيس البلاد. انسحاب غالبية قوات الولايات المتحدة من الجنوب في يونيو أضعف بشكل كبير النظام الكوري الجنوبي الذي شجع كيم إل سونغ على التفكير مرة أخرى في خطة غزو آخر على كوريا الجنوبية. الفكرة ذاتها رفضها جوزف ستالين لكن تطوير السلاح النووي السوفيتي، وانتصار ماو تسي تونغ في الصين وإشارات الصين بأنها سترسل القوات ومختلف أشكال الدعم لكوريا الشمالية، جعل ستالين يوافق على الغزو الذي أدى إلى الحرب الكورية.

## الحرب الكورية[2]
كانت الحرب الكورية صراعا بين كوريا الشمالية وكوريا الجنوبية، بدأت عملياتها العسكرية في 25 يونيو 1950، وتوقفت بتوقيع الهدنة في 27 يوليو 1953. نشأ هذا الصراع بمحاولة كلا القوتين الكوريتين توحيد كوريا وضمها إلى حكومته، وأدى ذلك إلى اندلاع حرب واسعة النطاق كلفت الجانبين أكثر من مليونين من مدنيين وعسكريين.
امتازت فترة ما قبل الحرب بتصاعد النزاعات الحدودية على خط عرض 38 شمالا ومحاولات للتفاوض من أجل إجراء انتخابات لكامل كوريا. انتهت هذه المفاوضات حين غزت القوات الكورية الشمالية الجنوب في يناير 1950. برعاية الأمم المتحدة، قام الأمم حليفة الولايات المتحدة بالتدخل لصالح كوريا الجنوبية. بعد التقدم السريع في الهجوم المضاد لكوريا الجنوبية، تدخلت القوات الصينية لصالح الحليف كوريا الشمالية، فتحولت موازين الحرب وفي النهاية أدت إلى عقد هدنة أعادت تقريبا نفس الحدود السابقة بين البلدين. في حين وصف البعض الصراع بالحرب بالأهلية، كانت عدة عوامل أخرى لاعبا في الحدث. الحرب الكورية أيضا هي أول مواجهة مسلحة في الحرب الباردة ومحددا لعدة صراعات تالية. وخلقت فكرة حرب النيابة Proxy war، أينما كانت القوتان العظميان تحاربان في دولة أخرى، الذي يرغم الناس في تلك البلاد على معاناة الدمار الكبير والهلاك وهم مرغمون على خوض حرب بين تلك القوتين. كانت القوى العظمى تتجنب الانزلاق في حرب شاملة بينهما، فضلا عن استخدام أسلحتهما النووية.
وقد وسعت الحرب الباردة أيضا، التي كانت حتى ذلك الوقت كانت في الغالب في ارتباط مع أوروبا. المنطقة معزولة السلاح بالحراسة المشددة على خط عرض 38شمال لا تزال تقسم شبه الجزيرة اليوم مع الآراء ضد الشيوعية وضد كوريا الشمالية التي لا تزال حاضرة في الجنوب.
منذ وقف إطلاق النار في الحرب الكورية عام 1953 والعلاقات بين حكومة كوريا الشمالية وكوريا الجنوبية والاتحاد الأوربي وكندا والولايات المتحدة واليابان لم تزل متوترة. القتال بعد وقف إطلاق النار توقف، لكن الكوريتين فنيا technically لا تزالان في حرب. كوريا الشمالية والجنوبية كليهما وقعا في 15 يونيو الإعلان المشترك عام 2000، حيث قدم كلا الطرفين وعودا للبحث عن إعادة التوحيد السلمي. إضافة إلى ذلك، في 4 أكتوبر 2007، تعهد قادة كوريا الشمالية وكوريا الجنوبية عقد قمة محادثات لتعلن رسميا نهاية الحرب والتأكيد على مبدأ عدم الاعتداء المتبادل.

## القرن العشرون
تم عقد قمه بين الكوريتين على مستوى الزعماء عرفه بقمه الكوريتين قمة الكوريتين هي اجتماعات بين قادة كوريا الشمالية وكوريا الجنوبية. حيث كانت هناك أربعة من هذه الاجتماعات حتى الآن، (2000، 2007، أبريل 2018، ومايو 2018). أهمية هذه القمم يكمن في عدم وجود اتصالات رسمية بين كوريا الشمالية وكوريا الجنوبية، مما يجعل مناقشة القضايا السياسية والاقتصادية صعبة. جداول أعمال القمم شملت مواضيع مثل نهاية حرب 1953، ونشر أعداد كبيرة من القوات العسكرية في المنطقة المنزوعة السلاح (حوالي مليوني جندي في المجموع)،[1] وتطوير الأسلحة النووية من قبل كوريا الشمالية وقضايا حقوق

## القرن الحادي والعشرين

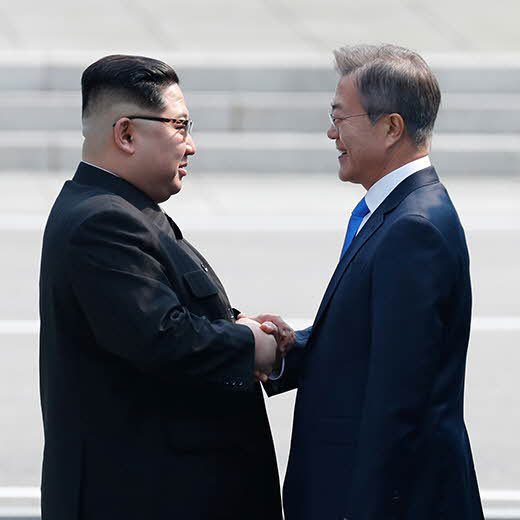
لقاء كيم ومون في المنطقة منزوعة السلاح في عام 2018.

توفي كيم جونغ ايل في 17 ديسمبر 2011 وخلفه ابنه كيم جونغ أون. في أواخر عام 2013، تم القبض على عم كيم جونغ أون، جانغ سونغ ثايك، وإعدامه بعد محاكمة. وفقًا لوكالة التجسس الكورية الجنوبية، ربما يكون كيم قد طهر حوالي 300 شخص بعد توليه السلطة. في 2014، اتهمت لجنة التحقيق التابعة للأمم المتحدة الحكومة بارتكاب جرائم ضد الإنسانية.
في عام 2015، تبنت كوريا الشمالية توقيت بيونغ يانغ القياسي (UTC + 08.30)، وعكس التغيير إلى توقيت اليابان القياسي (UTC + 9.00) الذي فرضته الإمبراطورية اليابانية عندما ضمت كوريا. نتيجة لذلك، كانت كوريا الشمالية في منطقة زمنية مختلفة عن كوريا الجنوبية. في عام 2016، عُقد المؤتمر السابع لحزب العمال الكوري في بيونغ يانغ، وهو أول مؤتمر للحزب منذ عام 1980.
في عام 2017، اختبرت كوريا الشمالية Hwasong-15، وهو صاروخ باليستي عابر للقارات قادر على ضرب أي مكان في الولايات المتحدة الأمريكية. تراوحت تقديرات الترسانة النووية لكوريا الشمالية في ذلك الوقت بين 15 و60 قنبلة، وربما تضمنت القنابل الهيدروجينية.
في شباط (فبراير) 2018، أرسلت كوريا الشمالية وفدًا رفيع المستوى غير مسبوق إلى الألعاب الأولمبية الشتوية في كوريا الجنوبية، برئاسة كيم يو جونغ، شقيقة كيم جونغ أون، والرئيس كيم يونغ نام، اللذين وجهوا دعوة إلى رئيس كوريا الجنوبية مون لزيارة كوريا الشمالية. في أبريل، التقى الزعيمان الكوريان في منطقة الأمن المشتركة حيث أعلنا أن حكومتيهما ستعملان على إخلاء شبه الجزيرة الكورية من الأسلحة النووية وإضفاء الطابع الرسمي على السلام بين البلدين. أعلنت كوريا الشمالية أنها ستغير منطقتها الزمنية لإعادة تنظيمها مع الجنوب.
في 12 حزيران (يونيو) 2018، التقى كيم بالرئيس الأمريكي دونالد ترامب في قمة في سنغافورة ووقع إعلانًا يؤكد مجددًا الالتزام بالسلام ونزع السلاح النووي. أعلن ترامب أنه سيوقف التدريبات العسكرية مع كوريا الجنوبية وتنبأ بسحب القوات الأمريكية بالكامل. في سبتمبر، زار الرئيس الكوري الجنوبي مون بيونغ يانغ لحضور قمة مع كيم. في فبراير 2019 في هانوي، انتهت القمة الثانية بين كيم وترامب دون اتفاق. في 30 يونيو 2019، التقى ترامب ومون وكيم في المنطقة منزوعة السلاح. بدأت المحادثات في ستوكهولم في أكتوبر بين فريقي التفاوض الأمريكي والكوري الشمالي، لكنها تتوصل إلى اتفاق بعد يوم واحد.